# Volia athollandersoni
Volia athollandersoni è il nome dato a una specie di coccodrilli estinta, vissuta nelle isole Figi nel Pleistocene (circa 10.000 anni fa).

## Classificazione e descrizione
Appartenente allo strano gruppo dei mekosuchini (Mekosuchinae), Volia sembrerebbe essere stato un coccodrillo di dimensioni piuttosto piccole (2-3 metri di lunghezza); nonostante ciò doveva essere il massimo predatore del suo ecosistema. Come molti mekosuchini, anche Volia era dotato di un cranio relativamente corto e soprattutto di grandi occhi. Nonostante i resti fossili datino al Pleistocene superiore, è possibile che Volia sia sopravvissuto per migliaia di anni, per poi estinguersi solo con l'arrivo dell'uomo sulle Figi, circa 3.000 anni fa, nell'arco di soli cinquant'anni dalla colonizzazione dei primi abitanti. La stessa sorte, infatti, sembrerebbe essere toccata a tutta una fauna endemica di queste isole dell'Oceano Pacifico: si sarebbero estinti nello stesso periodo anche una rana gigante, una tartaruga terrestre, un'iguana, alcuni ralli, alcuni megapodi e il cosiddetto piccione gigante di Vitilevu (Natunaornis gigoura).

## Significato del nome
Il nome del genere Volia deriva dalla cava Voli Voli, dove sono stati scoperti i fossili, mentre l'epiteto specifico è un omaggio ad Atholl Anderson, l'archeologo australiano che diresse le operazioni di scavo.